# Atostugan

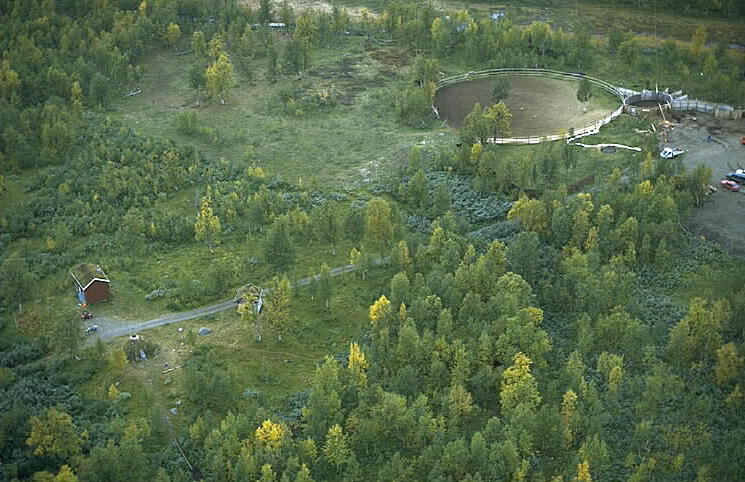
Flygfoto över Atostugan från 1995.

Atostugan är en timmerstuga inom området för Vapstens sameby, i Tärna socken i Storumans kommun, nära Atoklimpen. Den byggdes av den samiska familjen Tomas och Anna Klementsson, som dessförinnan omkring 1920 byggt en torvkåta i trakten. Atostugan  stod klar 1925, trots att det då var förbjudet för samer att uppföra fasta byggnader.
Atostugan liggerpå Risbäckens sommarviste, som  är en gammal samisk boplats och som finns belagd i litteraturen från 1700-talet. Renskiljningsplatsen ligger några hundra meter från huset, mot Risbäcken till. Där byggdes från 1890-talet renskiljningsgärden.
Den lilla Atostugan byggdes utan byggnadstillstånd vid en tidpunkt då det var förbjudet för samer att uppföra permanenta  byggnader i fjällområdet. Det uppstod bråk om bygget, då lappfogden uppmanade till rivning, och detta medverkade till att lagstiftningen förändrades och från 1928 tilläts samerna att bygga för den svenska kulturen konventionella hus. Atostugan användes senare mellan 1928 och 1945 också som lärarbostad vid en nyinrättad kåtaskola på platsen. Skolan bestod av tre kåtor: en för undervisning, en för måltider och en som sovsal. Efter kåtaskolans nedläggning undervisades samebarn i en nybyggd nomadskola i Tärnaby.
Atostugan utgör numera entré till det 2005 inrättade Atoklimpens kulturreservat.

## Galleri

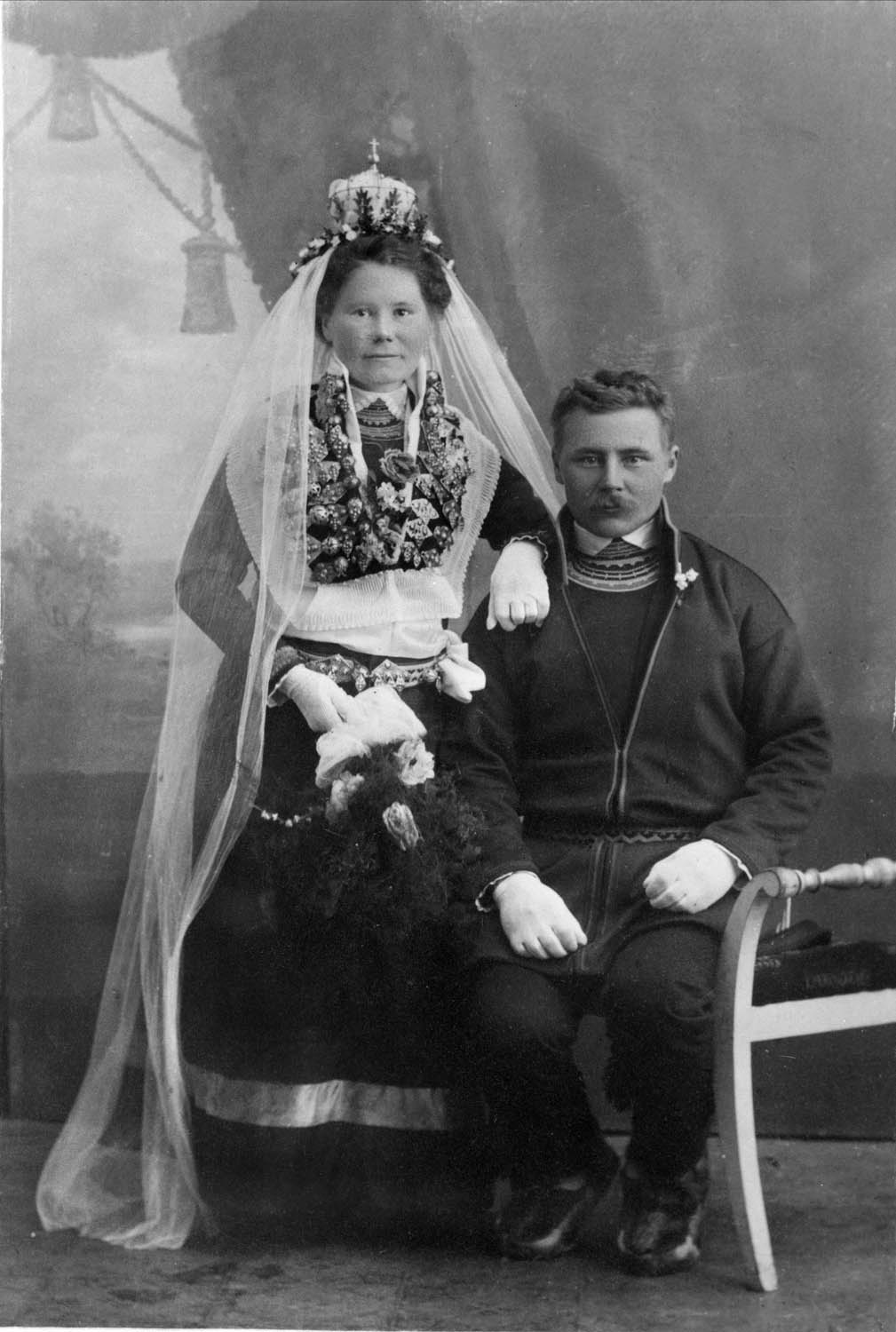
Brudparet Anna och Tomas Lambert Klementsson, 1914.
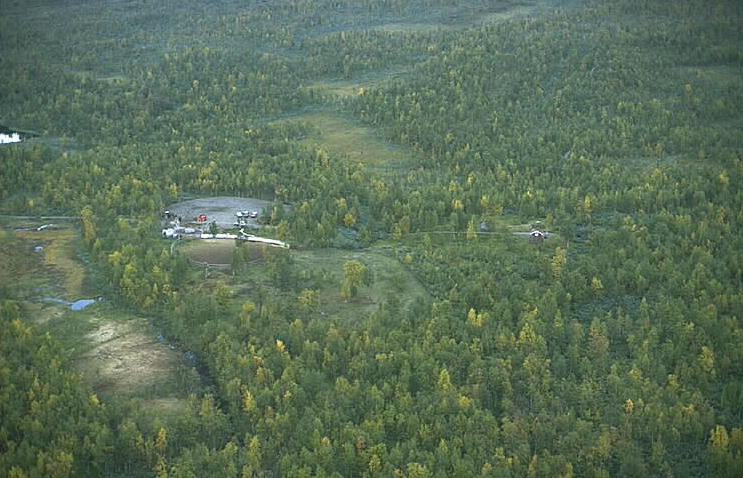
Flygfoto över Atostugan.
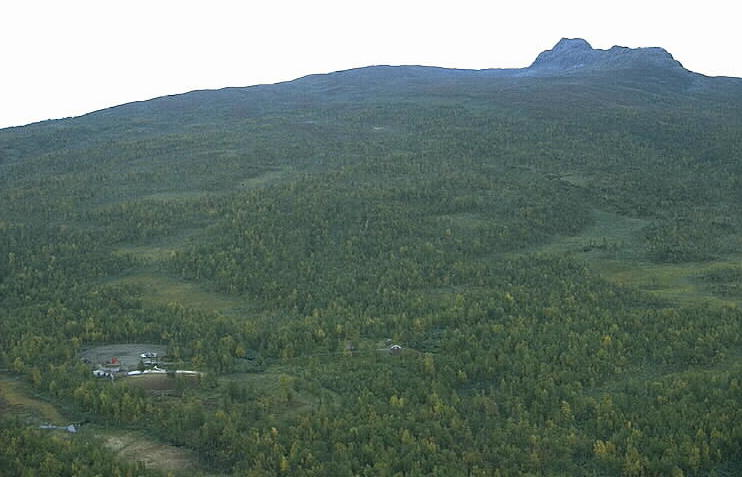
Flygfoto över Atostugan och Atoklimpen.